# チタノザウルス
チタノザウルス (Titanosaurus) は、東宝映画『メカゴジラの逆襲』に登場する架空の怪獣。ただし、劇中では「怪獣ではなく恐龍」とされている。英語圏などでは「タイタノサウルス」と発音される。別名は「恐竜怪獣」または「恐龍怪獣」。
『ゴジラ FINAL WARS』のオープニングにもライブフィルムで登場する。
特技監督の中野昭慶によれば日本よりアメリカで好評な怪獣であり、熱狂的なファンが大勢いるという。

## 概要
真船信三博士が自分の研究を認めなかった人間社会への復讐のため、送り込んだ怪獣である。本来はおとなしく温和な性質で、自分から攻撃することは滅多にない。
真船が15年前に小笠原近海の海底で発見した水陸両棲の恐龍の生き残りであり、頭と脳の中に埋め込まれたアンテナ状のコントロール装置によって思い通りに動かせる。体表は黒いイボがある赤と黄色のマダラ模様の毒々しいものとなっている。頭部や尻尾、背中には魚のような背ビレ、頭部には特異な触角があり、首は細長い。
武器は、深海潜水艇の外殻を引き裂く強靭な爪と、普段は畳んでいる団扇のような二股に分かれた尾の先の膜を孔雀の羽のように広げて発生させる瞬間風速320メートルに達する電磁波を帯びた突風。格闘戦も得意で、ゴジラの顔に鋭い牙で噛みついてそのまま持ち上げて地上に叩き付けたり、蹴りの一撃で弱体化したゴジラを町から山の向こうの造成地まで吹き飛ばしたりしている。ただし、1対1の戦闘においてはゴジラに敵わないらしく、発生させた突風の内部では距離を詰められそうになったり、自分から挑んだ近接戦闘では殴打で押し倒されてとどめを刺されそうになったりするシーンがある。いずれもメカゴジラ2のスペースビームによる援護で難を逃れ、反撃に転じる。
メカゴジラの残骸を調査していた海底調査船あかつきを襲撃して破壊する。そして、メカゴジラ2とともにゴジラと相対した序盤は2対1で有利に戦いを進め、一度はゴジラを生き埋めにするが、終盤ではあかつきIIによって超音波に弱いことが判明して超音波装置で行動を制限され、最終的にはメカゴジラ2をゴジラに倒されたうえ、コントロール装置を破壊されたことで闘争心が弱くなり、逃走に転じたところをゴジラの放射能火炎で追撃されて海へ転落し、爆発した。
- スーツアクターは二家本辰巳[出典 10]。二家本はゴジラ役の河合徹と『ウルトラマンレオ』で共演していた縁から起用された[47][45]。その後、二家本は2022年11月19日に東京都内にて開催されたトークイベントに登壇し、チタノザウルスを演じていた際の苦労話を明かしている[48]。
- 劇中でチタノザウルスを呼ぶ際の台詞に入る「恐竜」のイントネーションが通例と異なり、「きょう」に力点が置かれることが多いものとなっている[49][33][注釈 7]。この抑揚は第1作『ゴジラ』での「恐竜」の発音と同じ[49][注釈 8]。また、作中では恐竜ではなく「恐龍」と表記されている。
- 真船が15年前を回想してチタノザウルスを説明するカットでは、バックに『ウルトラマン』に登場する怪獣テレスドンの解剖図も使われている。
- 最初の検討用台本では、「タイタンI」「タイタンII」という雄雌の恐龍であった[26]ほか、2体が合体して強力な怪獣になるという設定も存在した[52]。登場する恐龍が1頭に変更された際、脚本を担当した髙山由紀子はこの個体を雌と想定して書いたと語っている[53]。2番目の検討用台本では、クライマックスに怪獣が東京を襲撃する予定だったが、予算の都合からその襲撃を阻止する内容に変更された。しかし、高山が「お客は怪獣が暴れるのを見に来るのに、なかったらがっかりするだろう」との意見を出したことから、完成作品では造成地での戦いとなった[52]。
- 防衛隊の攻撃を受けるシーンでは、「白煙星」と呼ばれる白煙の上がる弾着が用いられた[54]。この弾着は前作では用いられておらず、表現の差別化を図っている[54]。
- 麦踏みをするようなシーンは、二家本がリハーサル時に腕を後ろに組んでいた様子を中野昭慶が取り入れたものであった[46]。中野は、麦踏みを知らない子供が親に尋ねることで親子の会話が生まれることを意図したという[2]。一方、足元を意識することで怪獣の重量感を意識したとも語っている[55][56]。
- 崖から落ちて絶命するシーンでは、二家本は誰にもできない死に方としてバック宙で落ちていたが、その部分はカットされた[46]。
- 『メカゴジラの逆襲』では、第1作『ゴジラ』のオマージュが盛り込まれており、資料によっては水陸両棲の性質などからチタノザウルスも初代ゴジラをオマージュしているものと解釈している[57]。

## 造形
デザインは井口昭彦。体色などは深海魚をモチーフとしている。井口によればデザイン時点で突風を起こすという設定はなかったといい、海の怪獣として特徴的に描いた尾から発想されたものではないかと述べている。
造形は昭和30年代に東宝特殊美術部で各種怪獣造形を支えた村瀬継蔵率いるツエニーが担当。スーツアクターが入る着ぐるみと、同じ大きさのアップ用の首、ヒレが開閉する仕掛けのついた尻尾、口と尾が開閉する遊泳用の人形が作られた。村瀬は、納品まで2週間程度にもかかわらず造形物が多く、厳しいスケジュールであったと述懐している。また、村瀬はゴジラ（シリーズ）に登場する怪獣だという説明もなかったという。
特技監督の中野昭慶は、本編監督の本多猪四郎がアオリよりも床を映すことを好んでいたことから特撮でも地面を映すことを意識しており、俯瞰では頭でっかちに映るため、頭を小さくした三角形のフォルムにしたと述べている。中野の要望で、シネスコの映画で構図の変化を狙って縦長のフォルムの怪獣となった。
細身の体型であることから、スーツ内部の発泡スチロールを細くしている。スーツの目は、モスラと同じく内部にアルミホイルを入れており、首は『ウルトラマンA』のバキシムの応用でステンレス製の曲尺を仕込み、しならせている。スーツアクターの二家本辰巳は、当初は首を自分の肩で背負う仕様にすると伝えられていたが、実際には固定されていなかったことから首がブラブラしていたといい、徐々に自身の首に伸しかかるようになってきて苦労した旨を述懐している。
上陸した際に大きく伸び上がるカットでは、二家本がスーツに前後逆に入ることによって「反り返り」を表現している。また、構図に変化をつけるため、シネマスコープにあえて長身のデザインが採用されている。なお、スーツの首はかなり長めで、振動が激しく苦労したという。
体色は、中野が「恐竜の体色は極彩色だった」という雑誌『ネイチャー』で発表された学説を取り入れたことから、ゴジラと対照的に派手な色となっている。塗装にはケミグレス（ケミグラス）を用いている。また、身体のイボはすべて違う色で彩色されており、セットの地面もチタノザウルスに合わせてマゼンタ系で彩色したものの、ゴジラと組ませた際に「ゴジラに合わせて照明を調節するとチタノザウルスが映り難くなり難しかった」と中野は述懐している。製作発表ではやや白い胸部であった。
あかつき号を襲撃するシーンやゴジラに噛みつくシーンなどでは、頭部ギニョールが用いられた。
脚本を手掛けた高山由紀子は、完成したチタノザウルスのスーツを見てスタッフから高山に顔が似ていると言われ、自身でも納得してしまったという。また、高山はスーツを見た瞬間にチタノザウルスがメスであると思ったと述べている。
その後、スーツは『ゴジラ』（1984年版）撮影後の倉庫整理にて処分された。当時、造型部に参加していた樋口真嗣は、頭部だけでも回収しようと試みたが、首に金属を用いていたことから電気ノコギリでも切断できず、あきらめざるを得なかったという。しかし、実際には頭部だけが処分をまぬがれており、2018年12月19日から2019年1月27日まで日本工学院専門学校にて開催されたイベント「特撮のDNA -『ゴジラ』から『シン・ゴジラ』まで-」に、メカゴジラ2の人工頭脳と共に展示された。

## その他
- 竜脚類のティタノサウルス (Titanosaurus) と同じ綴り[注釈 14]だが、無関係である。
- 『ゴジラ FINAL WARS』では、バンクーバーの子供がチタノザウルスのソフビ人形で遊ぶシーンがある。
- アニメ映画『GODZILLA』の前日譚を描く小説『GODZILLA プロジェクト・メカゴジラ』では、太平洋で発見された海棲怪獣として登場。電波に反応する性質を持つことから、怪獣同士を相争わせる“LTF”の一環として、日本政府が予算を出して小笠原諸島で研究を行っており、2040年代初頭から日本近海でゴジラへの囮を兼ねて索敵任務に当たっていた[75][76]。